# Тринити (река у Калифорнији)
Тринити (енгл. Trinity River) је река која протиче кроз САД. Дуга је 266 km. Протиче кроз америчке савезне државе California. Улива се у Кламат.